# イオンタウン宮古
イオンタウン宮古（イオンタウンみやこ）は、沖縄県宮古島市平良字西里に位置するショッピングセンター。マックスバリュ宮古西里店を核に専門店が並ぶ。

## 概要
琉球ジャスコ（当時、現・イオン琉球）が運営するショッピングセンターとしては、宮古島初のショッピングセンターとして2002年12月13日にオープン。
大規模小売店舗立地法の申請上の名称は「イオンタウン宮古」である。しかし、2009年11月に旧マックスバリュ宮古南店を拡張しイオンタウン宮古南ショッピングセンターとしてリニューアルオープンしてからは、両ショッピングセンターの共同販促などの際に、当ショッピングセンターを「イオンタウン宮古西里ショッピングセンター」や「イオンタウン西里ショッピングセンター」と名乗るようになっている。

## 沿革
- 2002年12月13日 - 開店[1]。

## 主要店舗
- auショップ[6]
- ゲオ[7]
- ドラッグイレブン[8]
- 東江メガネ[9]
- イオン銀行（ATM）[10]
- 中央ツーリスト

## アクセス

### 路線バス
- 宮古協栄バス ドンキホーテ前停留所下車